# الراحه الزحيم (عبس)

تعديل مصدري - تعديل

الراحة الزحيم هي إحدى قرى عزلة قطبة بمديرية عبس التابعة لمحافظة حجة، بلغ تعداد سكانها 681 نسمة حسب تعداد اليمن لعام 2004.